# Dušan Mugoša
Dušan Mugoša (7. ledna 1914, Lješkopolje, Černá Hora – 8. srpna 1973, Bělehrad, Jugoslávie) byl jugoslávský partyzán a komunistický politik.
Mugoša studoval v Kosovu, odkud však musel později z politických důvodů odejít. V roce 1934 se stal členem ilegální komunistické strany. Nedlouho po vypuknutí druhé světové války na jugoslávském území byl vyslán do Albánie, aby tam pomohl s rozvojem partyzánského hnutí. Sám Mugoša stál v listopadu 1941 spolu ještě s několika dalšími jugoslávskými komunisty u vzniku samostatné albánské strany práce, která po skončení konfliktu převzala moc v zemi a vládla sovětskými metodami. V roce 1944 se vrátil do Jugoslávie, kde pomáhal s vytvářením partyzánských oddílů na území Kosova. Právě tam byla právě moc komunistů nejslabší, neboť většinové albánské obyvatelstvo nebylo příliš nakloněno představě bojovat za jednotnou Jugoslávii.
Po skončení války byl Mugoša aktivní v jugoslávské politice a zastával řadu funkcí; nejprve byl předsedou Oblastního výboru pro Kosovo a Metochiji a v letech 1960–1963 pak i předsedou lidové skupštiny Kosova.